# Rodrigo Moreira (calciatore)
Rodrigo Moreira (Villa Constitución, 15 luglio 1996) è un calciatore argentino, difensore dell'Atlanta.

## Caratteristiche tecniche
È un difensore centrale.

## Carriera
Con l'Under-17 è stato convocato per il campionato sudamericano del 2013 (6 presenze) e per il Mondiale del 2013 (6 presenze, 1 gol), mentre con l'Under-20 ha partecipato al campionato sudamericano del 2015 (5 presenze) ed al Mondiale del 2015 (1 presenza).

## Palmarès

### Club

#### Competizioni internazionali
- Coppa Sudamericana: 1

Independiente: 2017
- Coppa Suruga Bank: 1

Independiente: 2018

### Nazionale
- Campionato sudamericano Under-17: 1

Argentina 2013
- Campionato sudamericano Under-20: 1

Uruguay 2015